# Anisoptera (género)
- Commons
- Wikispecies

Anisoptera Korth. é um género botânico pertencente à família Dipterocarpaceae.

## Espécies
- Anisoptera aurea
- Anisoptera bantamensis
- Anisoptera brunnea
- Anisoptera calophylla
- Anisoptera cochinchinensis
- Anisoptera costata
- Anisoptera curtisii
- «Lista completa»